# Distrito de Šumperk
El distrito de Šumperk es uno de los cinco distritos que forman la región de Olomouc, República Checa, con una población estimada a principio del año 2018 de 120 991 habitantes. Se encuentra ubicado al este del país, al este de Praga, cerca de la frontera con Polonia. Su capital es la ciudad de Šumperk.

## Localidades (población año 2018)
- Bludov 3041
- Bohdíkov 1334
- Bohuslavice 524
- Bohutín 779
- Branná 269
- Bratrušov 627
- Brníčko 652
- Bušín 395
- Chromeč 567
- Dlouhomilov 474
- Dolní Studénky 1357
- Drozdov 351
- Dubicko 1058
- Hanušovice 3159
- Horní Studénky 340
- Hoštejn 436
- Hraběšice 167
- Hrabišín 852
- Hrabová 635
- Hynčina 187
- Jakubovice 206
- Janoušov 48
- Jedlí 680
- Jestřebí 619
- Jindřichov 1209
- Kamenná 520
- Klopina 607
- Kolšov 733
- Kopřivná 271
- Kosov 318
- Krchleby 169
- Lesnice 654
- Leština 1275
- Libina 3335
- Líšnice 355
- Loštice 2997
- Loučná nad Desnou 1601
- Lukavice 859
- Malá Morava 513
- Maletín 385
- Mírov 371
- Mohelnice 9223
- Moravičany 1285
- Nemile 646
- Nový Malín 3514
- Olšany 1065
- Oskava 1284
- Palonín 337
- Pavlov 616
- Petrov nad Desnou 1196
- Písařov 724
- Police 216
- Postřelmov 3070
- Postřelmůvek 307
- Rájec 492
- Rapotín 3263
- Rejchartice179
- Rohle 672
- Rovensko825
- Ruda nad Moravou 2553
- Šléglov 42
- Sobotín 1149
- Staré Město 1726
- Stavenice 135
- Štíty 2021
- Sudkov 1130
- Šumperk 26 151
- Svébohov 420
- Třeština 384
- Úsov 1181
- Velké Losiny 2623
- Vernířovice 209
- Vikantice 79
- Vikýřovice 2360
- Vyšehoří 242
- Zábřeh 13666
- Zborov 221
- Zvole 856